# Tomaz Aroldo da Mota Santos
Tomaz Aroldo da Mota Santos (Jacobina, 11 de janeiro de 1944 — Belo Horizonte, 18 de junho de 2020) foi um acadêmico brasileiro, professor associado e ex-reitor da Universidade Federal de Minas Gerais (UFMG). Em 2015 e 2016 foi reitor da Universidade da Integração Internacional da Lusofonia Afro-Brasileira (Unilab).

## Biografia
Tomaz Aroldo nasceu no distrito de Itapeipu, localizado no município brasileiro de Jacobina, no estado da Bahia. Graduou-se em Farmácia-Bioquímica pela UFMG, tem doutorado em Bioquímica e Imunologia pela mesma instituição e pós-doutorado em Imunologia pelo Instituto Pasteur, de Paris. Especialista em imunoparasitologia, dedicou sua carreira acadêmica ao estudo da dinâmica reprodutiva e da erradicação do Schistosoma mansoni, o causador da esquistossomose. Foi reitor da UFMG no período de 1994 a 1998 e reitor da UNILAB entre 2015 e 2016.

## Morte
Morreu em 18 de junho de 2020 em Belo Horizonte, aos 76 anos. de câncer renal.